# A tutto ritmo
A tutto ritmo (Shake It Up) è una serie televisiva del 2010, creata da Chris Thompson, che ha debuttato negli Stati Uniti sul canale Disney Channel il 7 novembre 2010; in Italia è in onda dal 27 maggio 2011 sul canale Disney Channel e dal 2 settembre 2013 in chiaro su Italia 1.
La seconda stagione è andata in onda dal 18 settembre 2011 negli Stati Uniti e dal 2 dicembre 2011 in Italia. Nel giugno 2012 è stata annunciata la terza stagione della serie e uno special intitolato A tutto ritmo in Giappone, andato in onda negli Stati Uniti il 17 agosto 2012 e in Italia il 22 dicembre 2012. La terza stagione è andata in onda a partire dall'8 febbraio 2013 sullo stesso canale. Il 25 luglio 2013 Paramount ha deciso di non rinnovare la serie per una quarta stagione, terminandola dunque all'episodio 23 della terza stagione, concludendo la serie con un adeguato finale. La terza comunque aveva ricevuto molti più elogi e seguito rispetto alla prima e la seconda.

## Trama
La serie si basa sulla vita di due normali adolescenti, Cece e Rocky, migliori amiche fin dall'infanzia ed entrambe con il sogno di diventare ballerine professioniste. Il loro sogno si realizza quando entrano a far parte del loro show preferito, Shake it up Chicago. Oltre a ballare le due ragazze affrontano varie avventure accompagnate dal ragazzo algoritmo Wade che farà di tutto per fare avverare il loro sogno senza difficoltà e dal fratello minore di Cece, Flynn,dal fratello maggiore di Rocky, Ty, dall'amico Deuce e dagli amici-nemici Gunther e Tinka.

## Colonna sonora
La colonna sonora della serie, Shake It Up, è cantata dalla ex-star Disney Selena Gomez.
Shake It Up: Break It Down è la colonna sonora di A tutto ritmo che nella serie serve come base alle coreografie di Bella Thorne e Zendaya Coleman e tutto il cast di "Shake It Up, Chicago!".
Shake It Up: Live2Dance è, invece, la colonna sonora della seconda stagione di A tutto ritmo, che serve come base delle coreografie di Bella Thorne e Zendaya durante la seconda stagione.
Shake It Up: Made in Japan Digital Ep è la colonna sonora del film episodio di A tutto ritmo.
Shake It Up: I Love Dance è la colonna sonora della terza stagione di A tutto ritmo. In America l'album uscirà nei negozi e su amazon il 5 marzo 2013.

## Episodi
| Stagione         | Episodi | Prima TV USA | Prima TV Italia |
| ---------------- | ------- | ------------ | --------------- |
| Prima stagione   | 18      | 2010-2011    | 2011            |
| Seconda stagione | 20      | 2011-2012    | 2011-2012       |
| Terza stagione   | 26      | 2012-2013    | 2013-2014       |

## Episodi speciali

### Ah sì? Questo lo chiami ballare?
Un episodio speciale di un'ora, andato in onda il 2 ottobre 2011 negli Stati Uniti e il 25-26 gennaio 2012 in Italia.

### Charlie a tutto ritmo
Nella prima stagione è stato realizzato un crossover con la serie Buona fortuna Charlie. L'episodio è andato in onda il 5 giugno 2011 negli Stati Uniti e il 25 novembre dello stesso anno in Italia.

## Film televisivo

### A tutto ritmo: In Giappone
È stato annunciato un film prodotto per Disney Channel basato sulla serie, insieme al seguito del film Lemonade Mouth.. Il film televisivo si intitola A tutto ritmo - In Giappone ed è andato in onda negli Stati Uniti il 17 agosto 2012, mentre in Italia il 22 dicembre 2012.

## Versione indiana
In India, è stata prodotta una versione indiana della serie, con appunto il cast indiano, interpretante gli stessi personaggi.

## Controversie
La sera del 23 dicembre 2011 è stata mandata negli USA una replica dell'episodio Svignamocela! (Party It Up), dove una modella si complimentava con le due protagoniste con la frase "Potrei mangiarvi in un solo boccone... beh, se solo mangiassi." (in originale "I could just eat you up...well, if I ate"). L'ex star di Disney Channel Demi Lovato, che ha lasciato Sonny tra le stelle nell'autunno del 2010 per consulenze su problemi personali, ha commentato l'episodio, criticando il network attraverso Twitter per l'inclusione della battuta sull'anoressia nervosa, visto che lei aveva lottato per la stessa questione, che è stata una delle ragioni che l'ha costretta a lasciare l'azienda. L'ufficio delle pubbliche relazioni di Disney Channel ha risposto a Lovato affermando che quell'episodio e un episodio di So Random! che era oggetto di una battuta simile sarebbero stati ritirati dal ciclo delle repliche della rete e esaminati ulteriormente.

## Personaggi e interpreti

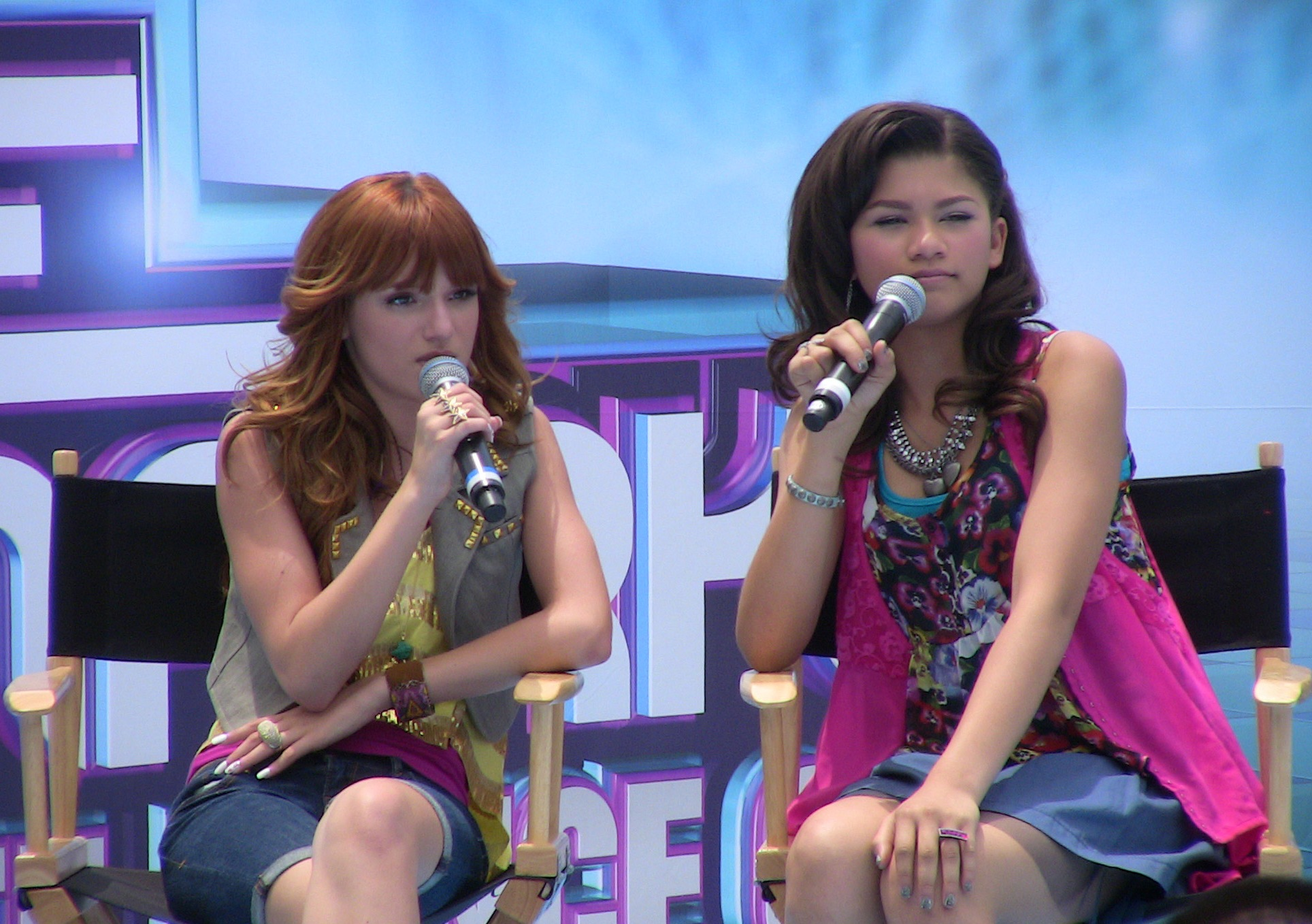
Le protagoniste della serie: Bella Thorne e Zendaya.

### Protagonisti
- Cecelia "CeCe" Justin, interpretata da Bella Thorne, doppiata da Giulia Franceschetti.
 Uno dei personaggi co-lead della serie. Il personaggio è descritto come ganza. Tra le due amiche lei è la più impacciata, ma dietro il suo carattere forte si nasconde molta insicurezza, infatti stava quasi per perdere la possibilità di entrare a far parte di "Shake It Up, Chicago!", bloccandosi al momento dell'esibizione. Nella quarta puntata della prima stagione, Diamo i numeri! si scopre che CeCe è dislessica, ed è anche a causa di questo motivo che non è una brava studentessa. Rocky chiede aiuto a Deuce per trovare qualcuno che dia ripetizioni di algebra a CeCe, che non ha la sufficienza. La ragazza riesce a prendere una B+ grazie a Harry Dillon, un genietto del college di soli otto anni. La dislessia di CeCe è rivolta anche all'attrice che l'interpreta, cioè Bella Thorne, che lo ha scoperto quando era molto piccola, come CeCe Jones. Oltre la sua famiglia, soltanto Rocky ed Harry Dillon sono a conoscenza della dislessia della ragazza, perché quest'ultimo ha un fratello dislessico. Vive con sua madre e con suo fratello minore Flynn, che si mette a prenderla in giro e importunarla. I suoi genitori hanno divorziato e suo padre è fuori città per lavoro. CeCe è solita dire che non riesce a pensare, infatti lascia che sia l'amica Rocky a farlo. È sofisticata, eccentrica e anche se alcune volte può sembrare un po' svampita quando sa essere una ragazza molto sensibile e intelligente. A differenza di Rocky, si riduce sempre all'ultimo per finire i suoi compiti e farebbe in ogni modo per evitare la scuola, ma quando s'impegna può ottenere ottimi risultati. La terza stagione ha più importanza su di lei anziché sia anche con Rocky, e lei capisce che non deve per forza essere vanitosa con gli altri se non è ben vista.
- Raquel Oprah "Rocky" Blue, interpretata da Zendaya, doppiata da Lilian Caputo (st.1) e da Lucrezia Marricchi (st.2-3).
Uno dei personaggi co-lead della serie. È descritta come la "brava ragazza" della serie, perché studia sempre più del dovuto ed è sempre rispettosa delle regole. Oltre a voler essere molto carina e simpatica, tra la due amiche è troppo ottimista. All'inizio non voleva fare l'audizione per Shake It Up, Chicago! per paura di sbagliare, ma verrà convinta da CeCe e sarà inoltre la prima delle due ad ottenere un ruolo nel programma. Nella seconda puntata della prima stagione (Tutti svegli), si è scoperto che Rocky è vegetariana, come l'attrice che la interpreta, Zendaya. Vive nello stesso condominio di Cece con sua madre e il suo fratello di nome Ty, maggiore di lei di due anni. Oltre al ballo, adora il karate. Mantiene dalle elementari un Record di Presenze e non lo rovinerebbe per nulla al mondo. È, naturalmente, una bravissima studentessa e non si accontenta mai di voti inferiori a una C. Per questo motivo molti suoi compagni la definiscono una "Miss Perfettina", e cercherà di dimostrare loro di non esserlo assumendo un atteggiamento da "metallara"; insieme ai suoi nuovi amici, i cosiddetti "bulletti" della scuola, ne combinerà parecchie fino al punto di essere quasi sospesa. Torna se stessa quando capisce che con una sospensione avrebbe rovinato il suo Record di Presenze.  Rocky è gentile, disponibile e ama aiutare le persone meno fortunate. È stata CeCe, a soprannominarla Rocky, visto che dire Raquel le veniva difficile, infatti ancora oggi CeCe ride quando sente il vero nome dell'amica. In un episodio della terza stagione, si rivela che il nome completo di Rocky è Raquel Oprah Blue. A volte dimostra di essere gelosa di CeCe perché alcuni ragazzi che la vedono hanno vigore per CeCe, sebbene CeCe abbia qualche problema con loro, Rocky le suggerisce sempre come migliorarsi. Ha una cotta segreta per Logan ma poi capisce la sua ostilità nei confronti di Cece.
- Wade, interpretato da Thomas Brodie Sangster, doppiato da Renato Novara. Risulta essere il personaggio più responsabile, normale, intelligente, ma vanitoso quando necessario della serie. Wade è l'unico della serie che ci tiene davvero a CeCe e Rocky, Soprattutto CeCe. Lui e lei hanno un rapporto molto tenero e privilegiato, le sta sempre accanto cercando di proteggerla da tutto e tutti, vuole che lei sia felice, affronti le sue difficoltà, si assuma le sue responsabilità e mandi avanti il suo sogno nell'episodio Nei panni dell'altro (Switch It up) crea un microfono artificiale per aiutare Cece a vincere il duello di canto. Spesso si mette d'accordo con Flynn e cerca di far capire gli errori di quest'ultimo su CeCe. Se qualcuno prova a fare almeno una battutina imbarazzante e infantile su di lei o a metterla in imbarazzo, lui è furioso. Ma comunque sa sempre cos'è giusto fare e riesce a spingere CeCe a pensare solo al futuro che vuole da sempre.

### Principali
- Flynn Justin Justin, interpretato da Davis Cleveland, doppiato da Francesco Ferri.
 Il fratello minore di CeCe. Descritto come "saggio per la sua età", Flynn ha un debole per la pancetta, i video-giochi. È un po' infantile con la sorella maggiore, anche se in fondo si dispiace per lei, e i due fratelli si vogliono molto bene. Ogni volta che gli chiedono un favore lui vuole in cambio qualcosa, ma nella maggior parte dei casi chiede dei soldi. Spesso si mette d'accordo con Wade per aiutare CeCe e Rocky. Nel penultimo episodio della terza stagione (L'escape room) aiuta i suoi amici a risolvere gli enigmi nell'escape room. Ogni volta che qualcuno bussa alla porta di casa è solito urlare: Vado io, mamma!. È molto geloso della sua mamma, come dimostrato nell'episodio Sudiamocela!, in cui Georgia esce con il professore di educazione fisica di CeCe.
- Tyler Joseph "Ty" Blue, interpretato da Roshon Fegan, doppiato da Alex Polidori.
 Il fratello maggiore di Rocky. Anche se è un ballerino esperto, ha lasciato perdere l'occasione di provare "Shake It Up, Chicago!", perché trovava stupido esibirsi davanti ad un pubblico che poteva giudicarlo, ma nella puntata Show it up (Candy contro Rocky) Rocky lo ricatta, dicendogli che se non avesse ballato avrebbe fatto vedere a tutta la scuola una foto divertente di quando era piccolo, e quindi alla fine lo costringe ad esibirsi. La sua personalità viene descritta come "hip hop, cool e sarcastica". Gli piace prendere in giro il suo fedele amico Deuce. Molto spesso deve fare da babysitter a Flynn da solo o con Deuce. Inoltre nella prima puntata della seconda stagione "Di nuovo in sintonia" tenta con Flynn un lavoro come testante di giocattoli che però non andrà come sperato. È molto protettivo nei confronti di Rocky, come dimostrato quando si mette con Logan. Nella terza stagione diventa il presentatore di Shake It Up Chicago.
- Martin "Deuce" Martinez, interpretato da Adam Irigoyen, doppiato da Manuel Meli.
 Il disonesto amico stretto di Rocky e CeCe. Si dice che Deuce abbia tanti difetti. Nella decima puntata della prima stagione "Match It Up" ("Agenzia matrimoniale") diventa il fidanzato di Dina, lasciando la sua vecchia fidanzata Savannah, che voleva stare con lui semplicemente per i suoi soldi. Ha un lavoro alla pizzeria di Crusty's. A volte fa da babysitter a Flynn da solo o con Ty.  Ultima apparizione: In attesa di Cece.
- Günther Hessenheffer, interpretato da Kenton Duty, doppiato da Mirko Cannella.
 Il fratello gemello di Tinka; essi sono venuti a Chicago come studenti in scambio da un piccolo paese di montagna e conoscono le due protagoniste da quando andavano alle elementari. Non vanno d'accordo con Rocky e CeCe e anche loro sono ballerini di "Shake It Up, Chicago!". I due fratelli usano sempre vestiti luccicanti e nella puntata "Hot Mess it up" ("I consigli di CeCe") si scopre che amano andare a convention per trovarne di nuovi. Lui e la sorella Tinka dicono molto spesso, all'unisono, la frase: Io sono Günther, und io Tinka, und noi siamo gli Hessenheffer!  Ultima apparizione nell'episodio: in Giappone.
- Tinka Hessenheffer, interpretata da Caroline Sunshine, doppiata da Joy Saltarelli.
 La gemella di Günther Hessenheffer. Tinka ha bei capelli biondi e con suo fratello Gunther usano sempre vestiti luccicanti. Come suo fratello, neanche lei va d'accordo con Cece e Rocky, ma mentre Günther ritorna nel suo paese capisce i suoi errori su Cece e Rocky e cerca di farci amicizia. Ultima apparizione: In attesa di Cece

### Secondari
- Hank Grant, interpretato da Brandon Johnson, doppiato da Marco Vivio.
 Il conduttore di "Shake It Up, Chicago!" Sembra che abbia un debole per la madre di CeCe. In un episodio invita al suo party Rocky e CeCe ma solo come cameriere. Nei precedenti party aveva invitato Oprah che non era mai venuta, quindi anche al party la stava aspettando, ma non sa che in realtà non arriverà mai. Hank fa complimenti a Cece e Rocky solo quando vuole che le due ragazze facciano un lavoro per lui. Inoltre si scopre che Hank è un bravo cantante nell'episodio intitolato "il concorso" in cui lui è costretto a fare del lavoro socialmente utile per non finire in carcere dopo aver preso nove multe con la sua macchina.
- Georgia Justin, interpretata da Anita Barone.
 La madre di CeCe e Flynn ed è un ufficiale di polizia. Nell'episodio "Sweat it Up" (Sudiamocela!), esce con il professore di educazione fisica di CeCe e Rocky, Gordon Lesser. A volte è troppo appiccicosa nei confronti della figlia, ma le vuole comunque bene.
- Macy Blue, interpretata da Carla Renata.
 La madre di Rocky e Ty, che possiede due saloni di parruccheria.
- Harry Dillon, interpretato da Buddy Handleson.
 Il tutor di CeCe in algebra, ma dopo aver conosciuto Flynn diventa amico di quest'ultimo, frequenta con lui il corso di karate perché è stato picchiato da un ragazzo, e attraversa con lui un mare di peripezie. È un genietto ed è già uno studente del college, ma non sa ancora se laurearsi in giurisprudenza o medicina. Farà scoprire a Rocky che CeCe è dislessica.
- Dina Garcia, Interpretata da Ainsley Bailey, doppiata da Eva Padoan.
 La fidanzata di Deuce e nel vestire è quasi identica a lui, per esempio a entrambi piace portare le cuffie sul collo, che tra l'altro comprano dallo stesso tizio. Possiede come animale domestico un maialino di nome Maria Consuelo Rosa Santa Margarita de La Guardia; abbreviato Pinky.
- Signora Locassio, interpretata da Renée Taylor.
 Fa parte della casa di riposo per cui Rocky e CeCe hanno donato i soldi della gara di ballo di "Shake It Up, Chicago!"; da giovane era una ballerina. Adora CeCe, Tinka e i suoi amici al contrario odia Rocky. Nell'episodio Rocky Top Model, la signora Locassio fa da baby-sitter a Flynn.
- Squitza Hessenheffer, interpretata da Mary Birdsong.
 La madre di Günter e Tinka, nonché ex principessa del loro Paese d'origine.
- Kashlack Hessenheffer, interpretato da Bronson Pinchot.
 Il padre di Günter e Tinka. È un macellaio.
- Frank Martinez, interpretato da Jim Pirri.
 È lo zio di Deuce e possiede la pizzeria Crusty's. Non perde occasione di insultare e deridere il nipote. Ha anche paura della madre di Deuce.
- Jeremy Hunter, interpretato da Anthony Starke.
 È il fidanzato di Georgia. È un pompiere.
- Logan Hunter, interpretato da Leo Howard.
 Il figlio di Jeremy. Lavora da "Bob Kabobs". Rocky lo trova antipatico e superficiale. Ty lo trova simpatico. Non diventerà il fratellastro di CeCe e Flynn perché la loro madre non sposerà Jeremy. Si fidanzerà con CeCe.
- Edie Wilde, interpretata da Anita Gillette.
 È la nonna di Hank, che appare in un solo episodio. Quando era giovane, negli anni Cinquanta, ballava ad American Jukebox ed era simile a CeCe sia nell'aspetto che nel carattere: aveva i capelli rosso fuoco anche lei, non le piaceva andare a scuola e veniva punita spesso. Aveva una migliore amica di nome Trudy il cui carattere invece somiglia molto a quello di Rocky. Dice di essere diventata negli anni Settanta "la Regina della Disco".
- Philer "Phil" Twitler, interpretato da Walter Clade. Phil è l'ex produttore esecutivo del nuovo Shake It Up! Chicago. Appare alla fine di Quit It Up e fino a Loyal It Up. Ora è produttore esecutivo di Dance Factor e Hank Grant lo ha sostituito come produttore esecutivo di Shake It Up, Chicago. Purtroppo si rivela un truffatore malvagio e senza scrupoli, Ma verrà fermato da Cece e Rocky

## A tutto ritmo - Dance Time
A tutto ritmo - Dance Time è uno spin-off italiano dal 12 settembre 2011 al 27 ottobre 2011 in cui la giovane Sara Santostasi, protagonista di Chiamatemi Giò e medaglia d'argento alla settima edizione della gara di ballo Ballando con le stelle, spiega, insieme ad Arianna ed Elia Bertin, alcuni passi di danza.
La spiegazione dei passi serve a velocizzare la modalità di partecipazione a un concorso di ballo con premio l'apparizione insieme ai protagonisti dell'edizione italiana dello spettacolo di Paramount Pictures.
Il vincitore del concorso è stato proclamato il 25 novembre 2011, dopo il crossover di Charlie a tutto ritmo!.

## Riconoscimenti
- Young Artist Award
  - 2011 – Miglior giovane attrice a Bella Thorne
  - 2011 – Candidatura per Miglior performance in una Serie TV a tutto il cast
  - 2011 – Candidatura per Outstanding Young Ensemble in a TV Series a tutto il cast